# 1574
Il 1574 (MDLXXIV in numeri romani) è un anno  del XVI secolo.

## Eventi

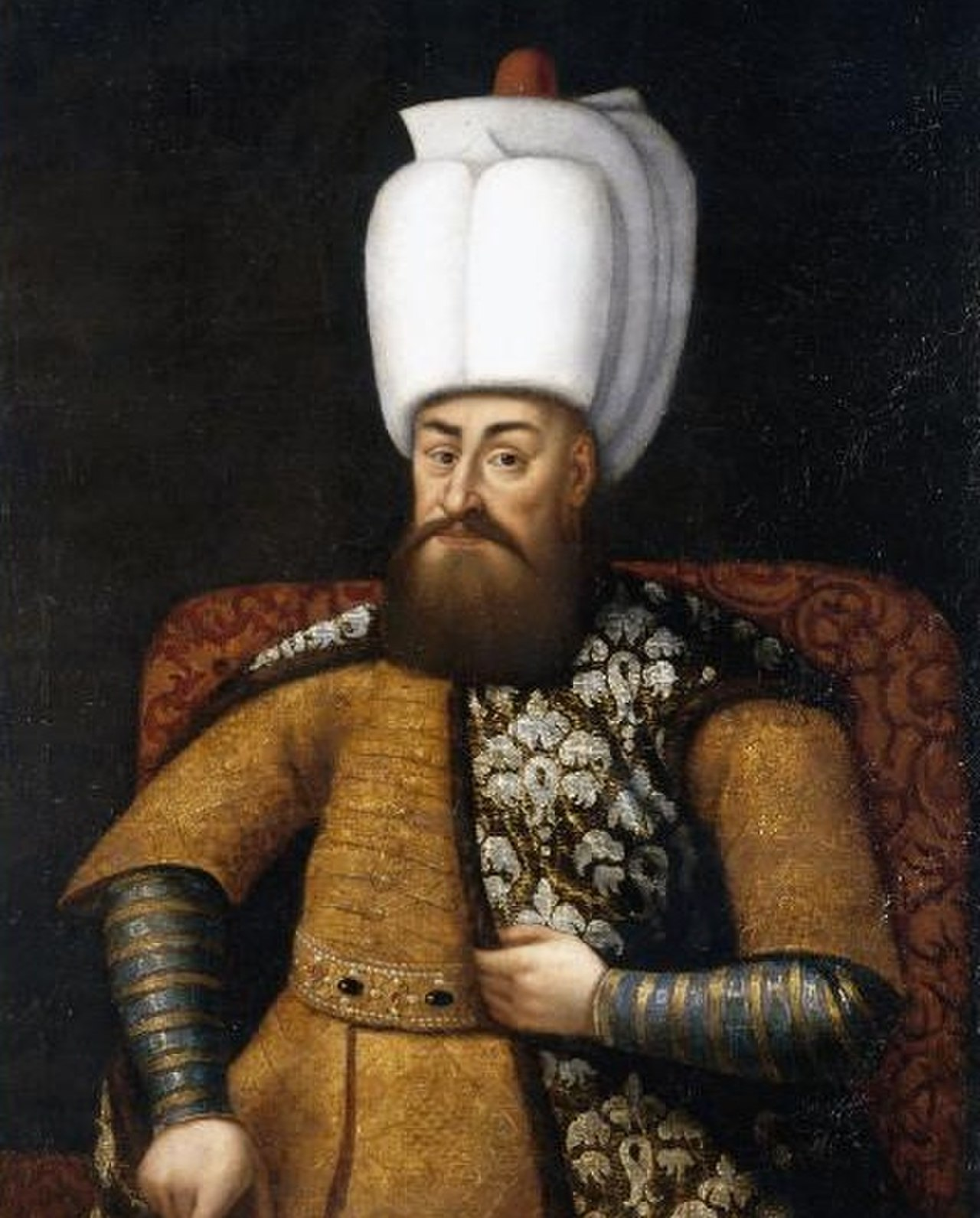
Murad III.

- Rifondazione, a Forlì, dell'Accademia dei Filergiti.
- 23 febbraio – Inizia la quinta guerra religiosa contro gli ugonotti in Francia.
- 14 aprile – Battaglia di Mookerheyde: Le forze spagnole sotto Sancho de Avila sconfiggono le forze ribelli di Louis of Nassau. Louis viene ucciso.
- 30 maggio – Muore il Re Carlo IX di Francia, gli succede il fratello Re Enrico V di Polonia, che diventa Re Enrico III di Francia. Sua madre, Caterina de' Medici, prende momentaneamente il trono fino all'arrivo di Enrico dalla Polonia.
- 30 agosto – Guru Ram Das diventa il quarto maestro guru.
- 3 ottobre – La città di Leida, assediata dagli spagnoli, è sollevata dalla flotta dei Mendicanti del Mare sotto Louis Boisot.
- 22 dicembre – Murad III succede a Selim II come sultano dell'Impero ottomano.

## Nati

### Febbraio
- 14 febbraio - Antonio Fermo, presbitero italiano († 1636)
- 14 febbraio - Caterina Gonzaga, nobile italiana († 1615)
- 20 febbraio - Elisabetta di Lorena, principessa francese († 1635)

### Marzo
- 1º marzo - Yūki Hideyasu, militare giapponese († 1607)
- 5 marzo - Federico IV del Palatinato, nobile († 1610)
- 5 marzo - William Oughtred, matematico inglese († 1660)
- 19 marzo - Osta Morat, ammiraglio tunisino († 1640)

### Aprile
- 6 aprile - Orazio Borgianni, pittore italiano († 1616)
- 26 aprile - Tommaso Caccini, predicatore italiano († 1648)

### Maggio
- 2 maggio - Giovanna della Scala, nobildonna tedesca († 1644)
- 6 maggio - Papa Innocenzo X, papa, vescovo cattolico e cardinale italiano († 1655)
- 14 maggio - Francesco Rasi, compositore, poeta e tenore italiano († 1621)
- 30 maggio - Giulio Cesare Procaccini, pittore e scultore italiano († 1625)

### Giugno
- 24 giugno - Marcus Sittikus von Hohenems, arcivescovo cattolico austriaco († 1619)

### Luglio
- 1º luglio - Joseph Hall, vescovo anglicano, poeta e scrittore britannico († 1656)
- 2 luglio - Dorotea Maria di Anhalt, duchessa tedesca († 1617)
- 20 luglio - Wilhelm Kettler, duca lettone († 1640)
- 23 luglio - Balthasar I Moretus, tipografo e editore fiammingo († 1641)
- 24 luglio - Thomas Platter il Giovane, medico svizzero († 1628)
- 25 luglio - Alfonso de la Cueva-Benavides y Mendoza-Carrillo, diplomatico e cardinale spagnolo († 1655)
- 29 luglio - Girolamo Aleandro, letterato italiano († 1629)

### Agosto
- 7 agosto - Robert Dudley, conte di Warwick, nobile, navigatore e cartografo inglese († 1649)
- 17 agosto - Giovanni Taddeo di Sant'Eliseo, vescovo cattolico spagnolo († 1633)
- 28 agosto - Federico IV di Brunswick-Lüneburg, duca († 1648)
- 28 agosto - Tsugaru Nobutake, militare giapponese († 1607)

### Settembre
- 4 settembre - Thomas Gataker, teologo e religioso inglese († 1654)
- 18 settembre - Claudio Achillini, giurista e scrittore italiano († 1640)
- 29 settembre - Ludovic Stewart, II duca di Lennox, nobile e politico scozzese († 1624)

### Ottobre
- 25 ottobre - François d'Escoubleau de Sourdis, cardinale e arcivescovo cattolico francese († 1628)

### Novembre
- 10 novembre - Maria Cristina d'Asburgo, nobile († 1621)
- 12 novembre - Isabella Gonzaga, nobildonna italiana († 1593)

### Dicembre
- 1º dicembre - Nicolas Coeffeteau, vescovo cattolico, teologo e storico francese († 1623)
- 12 dicembre - Adamo Venceslao di Teschen, duca († 1617)
- 12 dicembre - Anna di Danimarca, sovrana († 1619)
- 17 dicembre - Pedro Téllez-Girón, politico e militare spagnolo († 1624)
- 18 dicembre - Maria Anna di Baviera, nobile tedesca († 1616)
- 21 dicembre - Troilo III de' Rossi, condottiero italiano († 1593)

### Senza giorno specificato
- Paolo Arese, vescovo cattolico e letterato italiano († 1644)
- Richard Barnfield, poeta inglese († 1620)
- Anthony-Maria Browne, II visconte Montagu, nobile e politico inglese († 1629)
- Diego Campanile, presbitero e francescano italiano († 1642)
- Lorenzo Campeggi, vescovo cattolico e diplomatico italiano († 1639)
- Baccio Ciarpi, pittore italiano († 1654)
- Flavia Damasceni Peretti, nobildonna italiana († 1606)
- Agnes Douglas, nobildonna scozzese († 1607)
- Giovanni Faber, botanico, medico e collezionista d'arte tedesco († 1629)
- Hendrik Faydherbe, scultore e poeta fiammingo († 1629)
- Feng Menglong, scrittore e poeta cinese († 1645)
- Robert Fludd, medico, alchimista e astrologo britannico († 1637)
- Lucas Franchoijs il Vecchio, pittore fiammingo († 1643)
- Thomas Francken, pittore fiammingo
- Marco Antonio Gozzadini, cardinale e vescovo cattolico italiano († 1623)
- Carl Carlsson Gyllenhielm, politico e militare svedese († 1650)
- Johannes van Heeck, naturalista e medico olandese († 1616)
- Paul Laymann, gesuita e giurista tedesco († 1635)
- Ottavio Magnanini, scrittore italiano († 1652)
- Matsukura Shigemasa, militare giapponese († 1630)
- Alessandro Mattei, abate e nobile italiano († 1630)
- Orazio Mattei, vescovo cattolico, diplomatico e nobile italiano († 1622)
- Michele Monaco, religioso e storico italiano († 1644)
- Tiberio Muti, cardinale e vescovo cattolico italiano († 1636)
- Vincenzo Napoli, vescovo cattolico italiano († 1648)
- Joan Anello Oliva, gesuita e scrittore italiano († 1642)
- William Percy, poeta e drammaturgo inglese († 1648)
- Pietro Nolasco Perra, prete italiano († 1606)
- Qin Liangyu, generale cinese († 1648)
- Iosif Rucki, arcivescovo cattolico bielorusso († 1637)
- Nicola Sabbatini, architetto e scenografo italiano († 1654)
- Piero Salvestrini, pittore italiano († 1631)
- Giulio Savelli, cardinale e arcivescovo cattolico italiano († 1644)
- Gérard Thibault d'Anvers, schermidore e scrittore belga († 1627)
- Francis Tregian il Giovane, scrittore e musicista inglese († 1619)
- Pietro Valier, cardinale e arcivescovo cattolico italiano († 1629)
- John Wilbye, compositore inglese († 1638)
- Matteo Zaccolini, pittore, presbitero e matematico italiano († 1630)
- Giuliano de' Medici, arcivescovo cattolico italiano († 1636)

## Morti

### Gennaio
- 9 gennaio - Cornelio Musso, vescovo cattolico e teologo italiano (n. 1511)
- 18 gennaio - Gilles Garnier, serial killer francese
- 22 gennaio - Abd Allah al-Ghalib, sultano marocchino (n. 1517)

### Febbraio
- 10 febbraio - Fernando di Castiglia e Mendoza, conte di Marin, nobile spagnolo (n. 1500)

### Marzo
- 1º marzo - Bonifacio Caetani, IV duca di Sermoneta, militare italiano (n. 1516)
- 4 marzo - Anna II di Stolberg, religiosa tedesca (n. 1504)
- 5 marzo - Elena d'Asburgo,  austriaca (n. 1543)
- 5 marzo - Philippe de Noircarmes, politico, militare e nobile francese
- 9 marzo - Giovanni Maria Barbieri, filologo italiano (n. 1519)
- 18 marzo - Lattanzio Gambara, pittore italiano
- 27 marzo - Takeda Nobutora, militare giapponese (n. 1494)

### Aprile
- 4 aprile - Jean de Locquenghien,  belga (n. 1518)
- 5 aprile - Caterina Tomás, religiosa spagnola (n. 1531)
- 6 aprile - Paolo Manuzio, editore, tipografo e umanista italiano (n. 1512)
- 14 aprile - Luigi di Nassau, generale olandese (n. 1538)
- 15 aprile - Joachim Camerarius il Vecchio, umanista tedesco (n. 1500)
- 17 aprile - Anne Hamilton, nobildonna scozzese (n. 1535)
- 21 aprile - Cosimo I de' Medici, sovrano italiano (n. 1519)
- 30 aprile - Annibal de Coconas, militare italiano
- 30 aprile - Joseph Boniface de La Môle,  francese (n. 1530)

### Maggio
- 3 maggio - Giovanni Ricci, cardinale italiano (n. 1497)
- 4 maggio - Asakura Kageaki, militare giapponese (n. 1529)
- 16 maggio - Caterina di Brunswick-Wolfenbüttel, principessa tedesca (n. 1518)
- 29 maggio - Bernardino Scardeone, religioso e letterato italiano (n. 1482)
- 30 maggio - Carlo IX di Francia, sovrano (n. 1550)

### Giugno
- 8 giugno - Sanada Yukitaka, militare giapponese
- 17 giugno - Louis Des Masures, scrittore, poeta e drammaturgo francese (n. 1515)
- 19 giugno - Satomi Yoshitaka, militare giapponese (n. 1512)
- 20 giugno - Antoine de Créqui Canaples, cardinale, vescovo cattolico e abate francese (n. 1531)
- 26 giugno - Gabriele I di Montgomery, militare francese (n. 1530)
- 27 giugno - Giorgio Vasari, pittore, architetto e storico dell'arte italiano (n. 1511)

### Luglio
- 21 luglio - Giulio Acquaviva d'Aragona, cardinale italiano (n. 1546)

### Agosto
- 17 agosto - Jerónimo Luis de Cabrera, militare, esploratore e condottiero spagnolo (n. 1528)
- 20 agosto - Sebastian Ochsenkun, liutista e compositore tedesco (n. 1521)
- 27 agosto - Bartolomeo Eustachi, anatomista italiano
- 29 agosto - Lorenzo Davidico, presbitero italiano (n. 1513)

### Settembre
- 1º settembre - Guru Amar Das, scrittore indiano (n. 1479)
- 14 settembre - Margherita di Valois, principessa francese (n. 1523)
- 17 settembre - Pedro Menéndez de Avilés, esploratore spagnolo (n. 1519)
- 24 settembre - Antoine I d'Albon, arcivescovo cattolico francese (n. 1507)
- 28 settembre - Guidobaldo II della Rovere, nobile e condottiero italiano (n. 1514)

### Ottobre
- 1º ottobre - Maarten van Heemskerck, pittore olandese (n. 1498)
- 15 ottobre - Carlo Portelli, pittore italiano
- 19 ottobre - Antonio Bassano, musicista italiano (n. 1511)
- 28 ottobre - Luca Contile, letterato, commediografo e poeta italiano (n. 1505)
- 30 ottobre - Maria di Clèves, nobile francese (n. 1553)

### Novembre
- 2 novembre - Gregorio Boldrini, vescovo cattolico italiano
- 12 novembre - Francesco Stancaro, teologo italiano (n. 1501)
- 30 novembre - Filippo IV di Waldeck, nobile tedesco (n. 1493)

### Dicembre
- 4 dicembre - Georg Joachim Rheticus, matematico e astronomo austriaco (n. 1514)
- 10 dicembre - Ascanio Condivi, pittore, scultore e scrittore italiano (n. 1525)
- 15 dicembre - Selim II, sultano ottomano (n. 1524)
- 22 dicembre - Alessandro Crivelli, cardinale e vescovo cattolico italiano (n. 1514)
- 25 dicembre - Carlo di Lorena, cardinale e arcivescovo cattolico francese (n. 1524)
- 26 dicembre - Berardino Rota, poeta italiano (n. 1509)

### Senza giorno specificato
- Paillataru
- Vintilă di Valacchia, principe
- Aleramo Beccuti, giurista italiano (n. 1503)
- Giovanni Andrea Dalla Croce, chirurgo, medico e anatomista italiano (n. 1514)
- Anton Francesco Doni, letterato, editore e traduttore italiano (n. 1513)
- Domenico Ferrabosco, compositore e cantore italiano (n. 1513)
- Camillo Filippi, pittore italiano (n. 1500)
- Antonino Gaggini, scultore italiano
- Martín de Goiti, esploratore spagnolo
- Hatakeyama Yoshinori, militare giapponese (n. 1554)
- Remigius Hogenberg, incisore tedesco (n. 1536)
- Cyprián Karásek Lvovický, astronomo, matematico e astrologo boemo (n. 1514)
- René Goulaine de Laudonnière, esploratore francese (n. 1529)
- Luigi Lilio, medico, astronomo e matematico italiano (n. 1510)
- Giannotto Lomellini, doge (n. 1519)
- Girolamo Maccabei, vescovo cattolico italiano
- Paola Martinengo, nobile italiana
- Francesco Menzocchi, pittore italiano (n. 1502)
- Antonio Minturno, vescovo cattolico, poeta e umanista italiano (n. 1500)
- Narita Nagayasu, militare giapponese
- Numata Akiyasu, militare giapponese (n. 1510)
- Oda Nobuhiro, militare giapponese
- Oda Nobutsugu, militare giapponese
- Elena Orsini, religiosa italiana (n. 1545)
- Azaria de' Rossi, storico e medico italiano (n. 1513)
- Tamura Takaaki, militare giapponese
- Ottavio I Thiene, nobile
- Paolo II Vitelli, condottiero e cavaliere italiano (n. 1519)
- Robert White, compositore inglese
- Jacopo Zanguidi, pittore italiano (n. 1544)
- Battista del Moro, pittore e incisore italiano (n. 1514)
- Damião de Góis, storico e diplomatico portoghese (n. 1502)
- Sigismondo de Stefani, pittore italiano

## Calendario
| Calendario 1574 | Calendario 1574 | Calendario 1574 | Calendario 1574 | Calendario 1574 | Calendario 1574 | Calendario 1574 | Calendario 1574 | Calendario 1574 | Calendario 1574 | Calendario 1574 | Calendario 1574 | Calendario 1574 | Calendario 1574 | Calendario 1574 | Calendario 1574 | Calendario 1574 | Calendario 1574 | Calendario 1574 | Calendario 1574 | Calendario 1574 | Calendario 1574 | Calendario 1574 | Calendario 1574 | Calendario 1574 | Calendario 1574 | Calendario 1574 | Calendario 1574 | Calendario 1574 | Calendario 1574 | Calendario 1574 | Calendario 1574 | Calendario 1574 |
| --------------- | --------------- | --------------- | --------------- | --------------- | --------------- | --------------- | --------------- | --------------- | --------------- | --------------- | --------------- | --------------- | --------------- | --------------- | --------------- | --------------- | --------------- | --------------- | --------------- | --------------- | --------------- | --------------- | --------------- | --------------- | --------------- | --------------- | --------------- | --------------- | --------------- | --------------- | --------------- | --------------- |
|                 | 1               | 2               | 3               | 4               | 5               | 6               | 7               | 8               | 9               | 10              | 11              | 12              | 13              | 14              | 15              | 16              | 17              | 18              | 19              | 20              | 21              | 22              | 23              | 24              | 25              | 26              | 27              | 28              | 29              | 30              | 31              |                 |
| Gennaio         | Ve              | Sa              | Do              | Lu              | Ma              | Me              | Gi              | Ve              | Sa              | Do              | Lu              | Ma              | Me              | Gi              | Ve              | Sa              | Do              | Lu              | Ma              | Me              | Gi              | Ve              | Sa              | Do              | Lu              | Ma              | Me              | Gi              | Ve              | Sa              | Do              |                 |
| Febbraio        | Lu              | Ma              | Me              | Gi              | Ve              | Sa              | Do              | Lu              | Ma              | Me              | Gi              | Ve              | Sa              | Do              | Lu              | Ma              | Me              | Gi              | Ve              | Sa              | Do              | Lu              | Ma              | Me              | Gi              | Ve              | Sa              | Do              |                 |                 |                 |                 |
| Marzo           | Lu              | Ma              | Me              | Gi              | Ve              | Sa              | Do              | Lu              | Ma              | Me              | Gi              | Ve              | Sa              | Do              | Lu              | Ma              | Me              | Gi              | Ve              | Sa              | Do              | Lu              | Ma              | Me              | Gi              | Ve              | Sa              | Do              | Lu              | Ma              | Me              |                 |
| Aprile          | Gi              | Ve              | Sa              | Do              | Lu              | Ma              | Me              | Gi              | Ve              | Sa              | Do              | Lu              | Ma              | Me              | Gi              | Ve              | Sa              | Do              | Lu              | Ma              | Me              | Gi              | Ve              | Sa              | Do              | Lu              | Ma              | Me              | Gi              | Ve              |                 |                 |
| Maggio          | Sa              | Do              | Lu              | Ma              | Me              | Gi              | Ve              | Sa              | Do              | Lu              | Ma              | Me              | Gi              | Ve              | Sa              | Do              | Lu              | Ma              | Me              | Gi              | Ve              | Sa              | Do              | Lu              | Ma              | Me              | Gi              | Ve              | Sa              | Do              | Lu              |                 |
| Giugno          | Ma              | Me              | Gi              | Ve              | Sa              | Do              | Lu              | Ma              | Me              | Gi              | Ve              | Sa              | Do              | Lu              | Ma              | Me              | Gi              | Ve              | Sa              | Do              | Lu              | Ma              | Me              | Gi              | Ve              | Sa              | Do              | Lu              | Ma              | Me              |                 |                 |
| Luglio          | Gi              | Ve              | Sa              | Do              | Lu              | Ma              | Me              | Gi              | Ve              | Sa              | Do              | Lu              | Ma              | Me              | Gi              | Ve              | Sa              | Do              | Lu              | Ma              | Me              | Gi              | Ve              | Sa              | Do              | Lu              | Ma              | Me              | Gi              | Ve              | Sa              |                 |
| Agosto          | Do              | Lu              | Ma              | Me              | Gi              | Ve              | Sa              | Do              | Lu              | Ma              | Me              | Gi              | Ve              | Sa              | Do              | Lu              | Ma              | Me              | Gi              | Ve              | Sa              | Do              | Lu              | Ma              | Me              | Gi              | Ve              | Sa              | Do              | Lu              | Ma              |                 |
| Settembre       | Me              | Gi              | Ve              | Sa              | Do              | Lu              | Ma              | Me              | Gi              | Ve              | Sa              | Do              | Lu              | Ma              | Me              | Gi              | Ve              | Sa              | Do              | Lu              | Ma              | Me              | Gi              | Ve              | Sa              | Do              | Lu              | Ma              | Me              | Gi              |                 |                 |
| Ottobre         | Ve              | Sa              | Do              | Lu              | Ma              | Me              | Gi              | Ve              | Sa              | Do              | Lu              | Ma              | Me              | Gi              | Ve              | Sa              | Do              | Lu              | Ma              | Me              | Gi              | Ve              | Sa              | Do              | Lu              | Ma              | Me              | Gi              | Ve              | Sa              | Do              |                 |
| Novembre        | Lu              | Ma              | Me              | Gi              | Ve              | Sa              | Do              | Lu              | Ma              | Me              | Gi              | Ve              | Sa              | Do              | Lu              | Ma              | Me              | Gi              | Ve              | Sa              | Do              | Lu              | Ma              | Me              | Gi              | Ve              | Sa              | Do              | Lu              | Ma              |                 |                 |
| Dicembre        | Me              | Gi              | Ve              | Sa              | Do              | Lu              | Ma              | Me              | Gi              | Ve              | Sa              | Do              | Lu              | Ma              | Me              | Gi              | Ve              | Sa              | Do              | Lu              | Ma              | Me              | Gi              | Ve              | Sa              | Do              | Lu              | Ma              | Me              | Gi              | Ve              |                 |